# Pier Augusto Gemignani
Pier Augusto Gemignani (Genova, 3 luglio 1930 – Genova, 31 ottobre 1997) è stato un medico italiano.
Fu direttore sanitario dell'Ospedale Galliera di Genova per circa un ventennio.

## Biografia
Nacque a Genova Quarto da Corrado Gemignani (Cavaliere del Lavoro per il suo impiego come Capostazione di Genova Quinto al Mare) e Grazia Del Signore. Fin dall'adolescenza si delineò la sua formazione prettamente classica, senza trascurare alcuni aspetti delle Scienze. Si dedicò con passione all'Entomologia e alla Botanica, producendo anche schizzi e appunti personali. Allo scoppio della seconda guerra mondiale, si trasferì a Camogli, per sfuggire ai bombardamenti alleati, trascorrendo gli anni della guerra tra la cittadina e l'entroterra ligure, nel paese di Calcinara di Uscio.
Alla fine della guerra tornò a vivere nella casa di Quinto al Mare. Presso il Collegio Emiliani, dove frequentò parte del liceo classico, divenne amico di Padre Giovanni Baravalle (che ispirò il personaggio di Padre Felice in La casa in collina di Cesare Pavese). Iscrittosi nel 1950 alla Facoltà di Medicina e Chirurgia dell'Università di Genova, conseguì la laurea con 110 e lode nel 1956. Successivamente conseguì le Specializzazioni in Igiene e Tecnica Ospedaliera, Medicina del Lavoro e Medicina legale.
Nel 1957, durante il servizio di leva nell'Esercito, divenne tenente medico presso il 21º Reggimento Fanteria del presidio militare di Asti, e si congedò nel 1958 con il grado di capitano.
Dopo l'esperienza nell'Esercito venne assunto dal Comune di Genova come caposezione dell'Ufficio Igiene e Sanità, svolgendo anche mansioni di medico scolastico e medico mutualista.
Nel 1970 entrò nell'Ospedale Galliera inizialmente come ispettore sanitario; cinque anni più tardi divenne vice-direttore sanitario sotto la direzione di Dante Zaninetta, a cui succederà come direttore sanitario il 16 dicembre 1980.
Si sposò nel 1975 e divenne padre di due figli.
Fu nominato anche professore a contratto presso la Scuola di Specializzazione di Igiene e Tecniche Ospedaliere e diresse la Biblioteca Medica Mario Segale. Ricoprì l'incarico di direttore didattico della Scuola Infermieri annessa all'ospedale e fu componente del Comitato Sanitario Regionale.
È inoltre stato membro dell'Accademia Ligure di Scienze e Lettere, socio della Società Geografica Italiana e della Società Ligure di Storia Patria.
Autore di numerose pubblicazioni a carattere storico-medico, ha anche curato come direttore responsabile, la rivista scientifica Pathologica, fondata da Mario Segale nel 1908.
A seguito di una grave malattia, è deceduto il 31 ottobre 1997

## L'uomo
Chi ha conosciuto davvero il Dottor Gemignani, è stato certamente colpito dalle sue doti umane: secondo il professor Luigi Robert, che ne redasse un affettuoso commiato presso l'Accademia Ligure di Scienze e Lettere, Gemignani riuniva
Contraddistingueva quest'uomo, il suo fare calmo e pacato, il suo abbigliamento perennemente "d'ordinanza" in ogni situazione, anche le più rilassate. Egli era capace di conversare con pari dignità con un cattedratico o con un inserviente, considerandoli entrambi degni di rispetto e stima.
Era un grande amante dell'entroterra ligure, e spese molto del suo tempo libero tra la Val Fontanabuona e la Val d'Aveto, luoghi di rifugio dalla città e dalla sua caotica routine. Nel suo camminare per la sua Liguria, ne osservava gli aspetti botanici, geologici e paesaggistici, fermandosi spesso a conversare con i locali abitanti, in cerca di aneddoti e nozioni di storia locale.

### Racconti
Tra i numerosi racconti, ricordiamo:
- Il magistero del bianco (che gli fruttò la vittoria nel 1975 al concorso letterario Graffito d'Oro, ex aequo con Bruno Tacconi),
- La collina della pace,
- Il ragazzo di Damasco,
- Il tocco magico, pubblicato sulla rivista La Serpe
- Il sentiero delle Eriche Rosse, pubblicato sulla rivista Scena Illustrata

### Libri
- Il Giornalismo Medico Genovese nell'Ottocento, Sabatelli, Genova 1976
- La Beneficenza e l'assistenza ospedaliera nella storia di Genova, "La Voce del Gaslini", 1969-1972
- La Scoperta di Colombo e la Medicina, ECIG, Genova 1987
- L'Ospedale della Duchessa, Sagep, Genova 1988
- 1492-1992 - Animali e Piante dalle Americhe all'Europa, SAGEP, Genova 1991. In collaborazione con AA.VV. ha steso il capitolo IX: Gli agenti infettivi dalle Americhe all'Europa: un problema ancora aperto

### Articoli, Saggi e Interventi Congressuali
- L'epidemia di Mal del mazzucco a Varese Ligure nel 1527, in Convegno Internazionale di Etnofarmacologia, Antropologia e Storia della Salute e delle Malattie, Genova, 29 maggio - 2 giugno 1996